# Heersberg
Der Heersberg (964,9 m ü. NHN) ist eine Erhebung der südwestlichen Schwäbischen Alb bei Albstadt. Er ist umgeben von den Albstädter Stadtteilen Margrethausen, Lautlingen, Laufen an der Eyach und Burgfelden. Die Eyach, ein rechter Nebenfluss des Neckars, umfließt den Heersberg von Norden kommend bis in Richtung Nordwest. Durch die starke Erosionswirkung der Eyach und ihrer Zuflüsse ist der Heersberg zusammen mit der benachbarten Hochfläche Burgfeldens mittlerweile vollständig von der übrigen Albhochfläche isoliert, man spricht hier von einem Auslieger.
Sein überwiegend baumfreies Hochplateau ist geprägt von einer weitläufigen Wacholderheide. Auf den bewaldeten Steilhängen des Heersberges findet man meist felsiges Terrain vor.

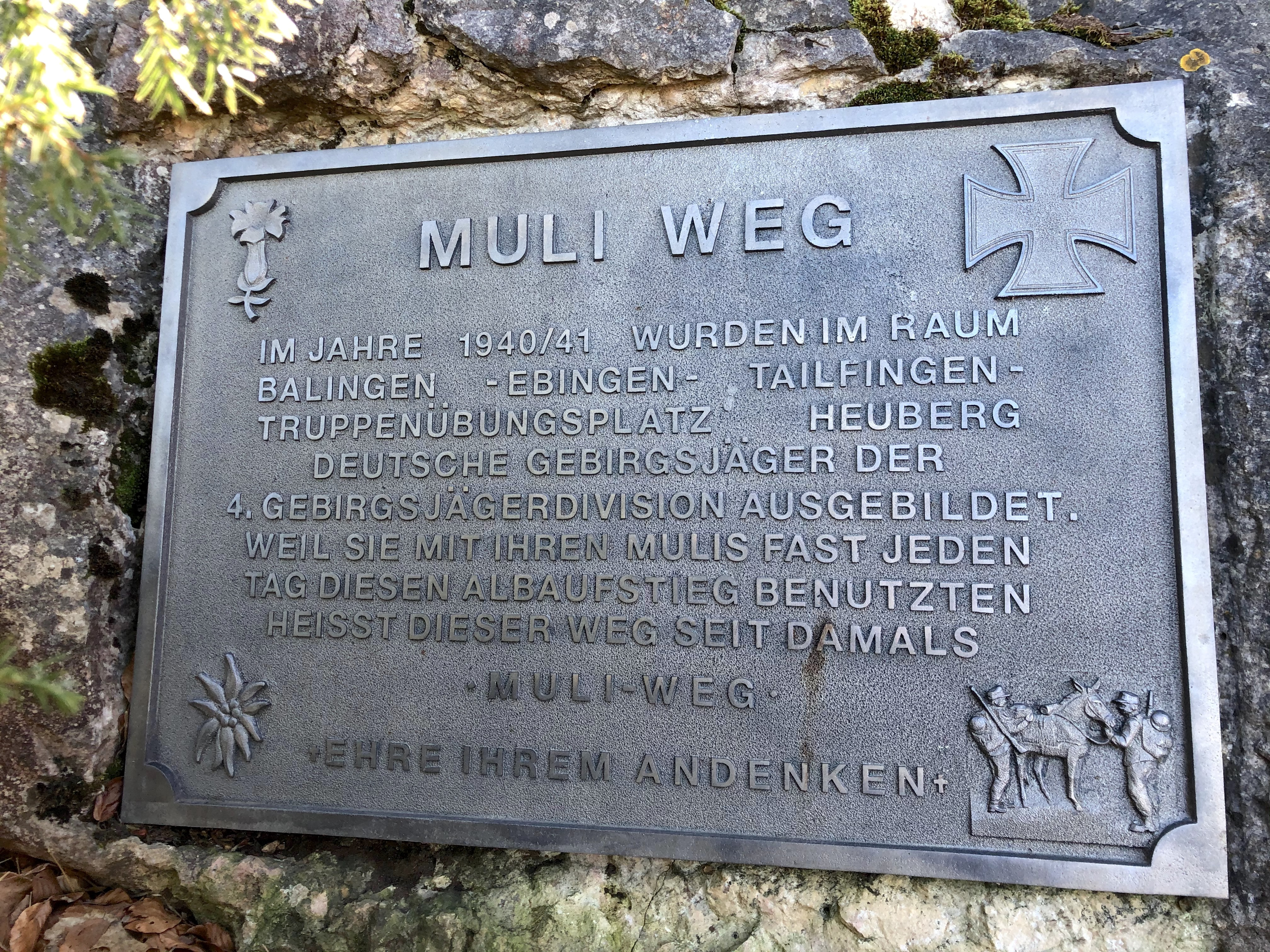
Gedenkstein (Muliweg) der 4. Gebirgsjägerdivision auf dem Heersberg

In den Jahren 1940/1941 wurden in der Umgebung deutsche Gebirgsjäger der 4. Gebirgs-Division (Enzian-Division) aufgestellt. Ein Teilstück des Wanderweges von Lautlingen auf den Heersberg wird noch heute Muliweg genannt, weil die Gebirgsjäger während ihrer Ausbildung fast jeden Tag mit ihren Mulis diesen steilen Albaufstieg benutzen mussten. Ein Gedenkstein auf dem Hochplateau erinnert an den Muliweg und die Enzian-Division.
200 Meter nördlich des Aussichtspunktes Heersberg finden sich Reste der Burg Heersberg.